# قیسیه، ادلب
قیسیه (به عربی: القیسیة) یک روستا در سوریه است که در ناحیه مرکزی جسر الشغور واقع شده‌است. قیسیه ۱٬۱۵۶ نفر جمعیت دارد.